# Crooks in Cloisters
Crooks in cloisters är en brittisk komedifilm från 1964 i regi av Jeremy Summers.

## Handling
Efter ett tågrån väljer rånarna att gömma sig i ett övergivet kloster i Cornwall.

## Rollista i urval
- Ronald Fraser - Walt
- Barbara Windsor - Bikini
- Grégoire Aslan - Lorenzo
- Bernard Cribbins - Squirts
- Wilfrid Brambell - Phineas
- Joseph O'Conor - fader Septimus
- Corin Redgrave - broder Lucius
- Francesca Annis - June